# あさみほとり
あさみ ほとり（10月22日 - ）は、日本の女性声優。富山県出身。合同会社ダーナ・ワークス所属。

## 経歴・人物
以前はイエローテイルに所属後、2017年5月1日よりネヴァーランド・アーツに所属していた。
特技はプラモデル、ゲーム、ものづくり。ワンダーフェスティバル、全日本模型ホビーショーなどで作品展示される。2015年7月8日放送のテレビ番組『トコトン掘り下げ隊!生き物にサンキュー!!』（TBS系列）に出演し、番組内企画「身近な食べ物で骨格標本づくり」に挑戦した。スマホアプリ・ガンダムファンクラブ内サービスの『ドキドキ☆ガンプラネット』にて定期WEB連載。

## 出演
太字はメインキャラクター。

### テレビアニメ
- ハミダシクリエイティブ（2024年、常磐華乃[6][7]）
- グリザイア:ファントムトリガー（2025年、ジャヤ[8]、メリッサ[9]）

### ゲーム
2010年
- 戦極姫2・炎〜百華、戦乱辰風の如く〜 / 嵐〜百華、戦乱辰風の如く〜（筒井順慶）

2011年
- 萌え萌え大戦争☆げんだいばーん / +（ぷらす） / 3D / ++（ぷらすぷらす）（2011年 - 2012年、リンディ）
- 出撃!! 乙女たちの戦場2〜天翔ける衝撃の絆〜 / 〜憂国を翔ける皇女のツバサ〜（2011年 - 2012年、ツバサ）

2012年
- 戦極姫3〜天下を切り裂く光と影〜（馬場信春、朝倉義景、筒井順慶） - PSP・PS3・PS Vita

2013年
- 1/2 summer+（クロハ）
- 古色迷宮輪舞曲 〜La Roue de fortune〜（桐原一葉）
- サウザンドメモリーズ（オルガ、イリーナ、フェイラン）

2014年
- 戦極姫-華- 〜真録・天下を切り裂く光と影〜（馬場信春、朝倉義景、筒井順慶）
- 限界凸記 モエロクロニクル / モエロクリスタル（2014年 - 2015年、カマイタチ、小豆洗い）

2015年
- ChuSingura46+1 -忠臣蔵46+1- V（矢頭小夜）
- ウチの姫さまがいちばんカワイイ（虎頭巾姫 リリ・ティーケリー）
- なないろリンカネーション（滝川琴莉）
- BAD APPLE WARS

2016年
- ビーナスイレブンびびっど！（木芽まほろ、花道おうか、伊集院レイラ）
- トリックスター〜召喚士になりたい〜（ウィーナ、ブルー・イミル）
- 悠久のティアブレイド -Lost Chronicle-（クイーン、他）
- PriministAr -プライミニスター-（安芸かのこ）
- 刺青の国（渋谷区、北区、墨田区、豊島区）
- 果つることなき未来ヨリ（リース）

2017年
- 萌え萌え2次大戦（略）3（コンゴウ、マウス、エスト） - PC・PS Vita・PS4
- 8BIT MUSIC POWER FINAL（収録曲「KS2?VirtualStage1」に声で参加）

2020年
- ポルト・ミラージュ（アンネッタ、カルミア、キャシー）

2021年
- ハミダシクリエイティブ（常磐華乃）

2022年
- ユグドラ・レゾナンス（ラウラ）

2023年
- 女神楽園 ガーデス・パラダイス（金角）

### 同人ゲーム
- プトリカ 1st.cut:The Reason She Must Perish（アンシュ[58]）

### ドラマCD
- PriministAr -プライミニスター- ドラマCD『Winter MinistAr』（2016年、安芸かのこ[59]）

### 吹き替え
- オオカミ男（高校生カップル[10]）

### ナレーション
- 東葛映画祭オープニングナレーション[10]

### 舞台
- GAIA_crew「空の彼方の、ちいさなヒカリ」（2017年、富山敬子）[60]

### その他コンテンツ
- スマートフォンアプリ「ガンダムファンクラブ」企画連載「ドキドキ☆ガンプラネット」（2017年、サンライズ）[61][注 1]